# Мандельштам, Иосиф Емельянович
Иосиф Емельянович Мандельштам (18 [30] мая 1846, Ново-Жагоры, Шавельский уезд, Ковенская губерния — 15 февраля 1911, Гельсингфорс) — историк русской литературы, лингвист, профессор Гельсингфорсского университета, писатель, статский советник.

## Биография
Иосиф Емельянович (Менделевич) Мандельштам родился в еврейской купеческой семье. Отец — Йехескл-Мендл Иоселевич (Иезекиль-Эммануил Осипович) Мандельштам (1813, Жагоры — 1905, Полтава). Племянник литераторов В. О. Мандельштама и Л. И. Мандельштама. В 1899 году принял христианство и женился на Вере Николаевне Забелло (в замужестве Мандельштам), дочери прапорщика Полоцкого пехотного полка Николая Францевича Забелло.
Окончил Императорский Харьковский университет (историко-филологический факультет). Состоял приват-доцентом Петербургского университета, затем профессором русского языка и словесности в Гельсингфорсском университете. Составил вместе с А. В. Игельстромом «Шведско-русский словарь». Значительно содействовал своими лекциями и трудами взаимному ознакомлению финляндской и русской интеллигенции. В 1905 году основал общество «Молодая Россия и Финляндия». Организовывал популярные чтения и лекции на русском языке.
Похоронен на русском кладбище в Хельсинки.

## Семья
- Жена — Вера Николаевна Мандельштам (1876—?).
- Брат — врач-офтальмолог Эммануил Хацкелевич (Макс Емельянович) Мандельштам (1839—1912), заведующий кафедрой глазных болезней Императорского университета св. Владимира в Киеве, учёный-медик, сионист (его внучка — биохимик, доктор биологических наук, профессор Е. Л. Розенфельд, 1907—1994).
- Сестра — Фанни Емельяновна Фаненштиль, фортепианный педагог, профессор Харьковской консерватории.
  - Племянники — Людвиг Иосифович Фаненштиль (1886—1956), музыкальный педагог, профессор Харьковской консерватории, один из создателей харьковской пианистической школы; Валентина Иосифовна Рамм (урождённая Фаненштиль, 1888—1968), композитор, музыковед, камерная певица.
- Племянник (сын его младшего брата Бенедикта, 1852—1894) — переводчик Исай Бенедиктович Мандельштам (1885—1954). Другие племянники (сыновья его сестры Сары) — биолог Александр Гаврилович Гурвич и нефтехимик Лев Гаврилович Гурвич (1871—1926)[3]. Племянницы (дочери его сестры Софии) — поэтесса Рахель (Рахиль Исаевна Блювштейн); музыкальный педагог и пианистка Вера Исаевна Диллон (жена дирижёра У. М. Гольдштейна, мать пианистки Эллы Гольдштейн).
- Племянницы (дочери сестры Лины, 1837—1917) — скрипачка Анна Ромбро (замужем за немецким филологом Фридрихом Спиро[нем.]) и пианистка Елена Ромбро (1871—1952, замужем за российско-итальянским историком искусства Джованни Степановым).
- Внуком его сестры Розалии Эммануиловны Мандельштам (1833—1905) был поэт Леонид Каннегисер. Сыном двоюродной сестры (пианистки Мины Львовны Каган) был физик Л. И. Мандельштам.